# Słowaccy posłowie do Parlamentu Europejskiego 2024–2029
Słowaccy posłowie X kadencji do Parlamentu Europejskiego zostali wybrani w wyborach przeprowadzonych 8 czerwca 2024, w których wyłoniono 15 deputowanych.

## Posłowie według list wyborczych
Postępowa Słowacja
- Veronika Cifrová Ostrihoňová
- Martin Hojsík
- Ľubica Karvašová
- Ľudovít Ódor
- Michal Wiezik
- Lucia Yar

Kierunek – Socjalna Demokracja
- Monika Beňová
- Ľuboš Blaha
- Erik Kaliňák
- Judita Laššáková
- Katarína Roth Neveďalová

Republika
- Milan Mazurek
- Milan Uhrík

Głos – Socjalna Demokracja
- Branislav Ondruš

Ruch Chrześcijańsko-Demokratyczny
- Miriam Lexmann